# 수호전사 맥스맨
수호전사 맥스맨은 2004년 10월 6일에서 2005년 5월 10일까지 KBS 2TV에서 방영한 어린이 드라마이자 대한민국의 고유특촬물인 작품이다. 지구용사 벡터맨에 비견되는 작품 중에 하나이며 작품 속의 상황은 데빌로스 제국의 지구 침략에 맞서 주인공인 백기훈이 맥스맨으로 변신해서 싸우는 것이고 총 26부작으로 이뤄져서 매주 화요일마다 방영했다. 주요 등장인물로는 주인공인 백기훈을 포함해서 수피아 공주, 큐브릭 박사, 라퓨, 마론 대장으로 이어지는 레오니아 왕국과 드가 대마왕을 필두로 하여 스킬라 사령관, 파멜, 샤크, 미라블박사, 데블 쓰리, 데빌로스 제국 병사 등으로 이뤄진 데빌로스 제국이 있다. 주인공인 백기훈이 맥스맨으로 변신하면 맥스맨 파이어, 맥스맨 스톰, 맥스맨 아쿠아의 총 3가지로 변형이 가능하며 메가체인저라는 로봇을 소환해 데빌로스의 괴물과 대적하고 메가체인저도 때에 따라 총 3가지로 변형 합체를 하는데 메가체인저와 파이어쉽의 변형 합체기인 메가체인저 파이어, 메가체인저와 스톰쉽의 변형 합체기인 메가체인저 스톰, 메가체인저와 아쿠아쉽의 합체기인 메가체인저 아쿠아로 총 3가지의 변형합체가 가능하며 각각의 속성에 따라 무기를 따로 쓸 수 있다. 최종화 전인 25화에선 메가체인저 파이어, 메가체인저 스톰, 메가체인저 아쿠아의 총 3개의 로봇을 모두 등장시켜 적을 물리쳤으며 최종화인 26화에선 메가체인저 파이어, 메가체인저 스톰, 메가체인저 아쿠아란 3개의 로봇들을 최종합체시켜 완성한 슈퍼 메가체인저로 적을 물리친다. 당대의 어린아이들에겐 인기가 많았으며 수호전사 맥스맨의 완구론 맥스맨 피규어와 메가체인저 완구가 있다.

## 수호전사 맥스맨의 주요 등장인물
수호전사 맥스맨은 주요 등장인물로의 구분엔 크게 선역인 레오니아 왕국과 악역인 데빌로스 왕국들로 구분이 가능하다.

### 레오니아 왕국
- 백기훈(주인공으로 맥스맨으로 변신이 가능하며 메가체인저를 직접 조종한다.)

- 수피아 공주

- 큐브릭 박사

- 라퓨

- 마론

### 데빌로스 군단
- 드가 대마왕(데빌로스 군단의 최고에 우두머리이다.)

- 스킬라 사령관

- 파멜

- 샤크

- 미라블 박사

- 데블쓰리

- 데빌로스 제국 병사 (데빌로스의 몬스터들을 얘기한다.)

### 데빌로스 몬스터 목록
- 정찰로봇 모드: 정찰기체(1화), 거대로봇체(1~2화)

- 워러토미: (03화)

- 킹카르잔: (04화), (25화)

- 예티: (05화)

- 레트로스팍: (06화)

- 트위스터: (07화)

- 어브조벡: (08화)

- 신 어브조벡: (09화), (25화)

- 파워코브라: (10화)

- 카리온: (11화)

- 카오스: (12화), (25화)

- 독거미 몬스터: (13화)

- 크레온: (14화)

- 개블락: (15화)

- 신 개블락: (16화), (25화)

- 버밍머그: (17화)

- 콜로겔 몬스터: (18화)

- 데빌 스톤: (19화), (25화)

- 트레카: (20화)

- 네트로이어: (21화)

- 마그네토프랑켄: (22화)

- 우라노스: (23화)

- 미라블 몬스터: (24화)

- 메피스토: (최종화[26화])

### 그외의 인물
- 백기훈의 아버지 _ 故 김일우 배우가 연기하였다.

- 백기훈의 어머니

- 백기풍

- 수빈

- 백일도_ 탤런트 故 원준 씨가 연기하였다.

- 육공구_ 개그맨 김현철 씨가 연기하였다.

- 유가빈

- 진석

- 자넷정

### 단역
- 준호

- 사이버 소년

- 초능력 소녀

- 초능력 소녀의 아빠

- 왕차오

### 수호전사 맥스맨의 주인공인 백기훈의 변신모습과 수호전사 맥스맨의 메카
- 백기훈의 맥스맨 변신 : 맥스맨 파이어, 맥스맨 아쿠아, 맥스맨 스톰

- 메가체인저

- 메가체인저 + 파이어 윙: 메가체인저 파이어

- 메가체인저 + 아쿠아 윙: 메가체인저 아쿠아

- 메가체인저 + 스톰 윙: 메가체인저 스톰

- 메가체인저 파이어 + 메가체인저 아쿠아 + 메가체인저 스톰 : 슈퍼 메가체인저 (얼티밋 합체)